# عباس دستمالچی
| زادهٔ | ۶ تیر ۱۳۱۲ تبریز، ایران |
| وفات | ۲۶ آبان ۱۳۹۰            |
| پیشه | کارگردان                |

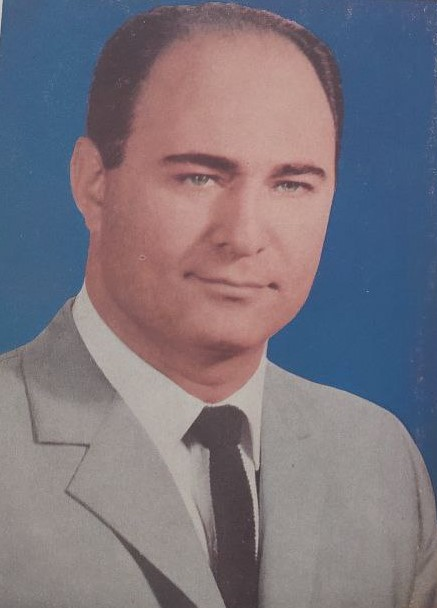
عباس دستمالچی

عباس دستمالچی تبریزی (۶ تیر ۱۳۱۲–۲۶ آبان ۱۳۹۰) نویسنده و کارگردان ایرانی بود. وی در تبریز زاده شد و در عنفوان جوانی برای ادامه تحصیل به آلمان رفت و موفق به فارغ‌التحصیلی از کالج فتوگرافی و هنری کلن شد. از آثار وی می‌توان به کاسب‌های محل، قلاب و جوانی هم عالمی دارد اشاره کرد.

## زندگی
عباس دستمالچی تبریزی در ۶ تیر ۱۳۱۲ در تبریز متولد شد. او هنگامی که نوجوان بود، به همراه خانواده اش از تبریز به تهران مهاجرت کرده و تحصیلات دبیرستانی خود را در همان شهر به پایان رساند. وی در عنفوان جوانی، برای ادامه تحصیل به آلمان رفت و موفق به فارغ‌التحصیلی از کالج فتوگرافی و هنری کلن شد. او فعالیت هنری خود را با بازی در اپرا آغاز کرد و در سال ۱۳۳۹ با ساخت فیلم‌های تبلیغاتی به ادامه آن پرداخت. عباس دستمالچی، فعالیت در سینمای حرفه ای را در سال ۱۳۴۱ با فیلم «طلای سفید» ساخته جمشید شیبانی به عنوان مشاور کارگردان آغاز نمود و خود نیز فیلم‌های کاسب‌های محل، قلاب، جوانی هم عالمی دارد، فتانه، عذاب مرگ و هلوی پوست کنده را کارگردانی کرد. وی در ۲۶ آبان ۱۳۹۰، بر اثر سکته مغزی درگذشت.

## آثار
نویسنده و کارگردان:
1. عذاب مرگ (۱۳۴۵)
2. کاسب‌های محل (۱۳۴۸)
3. جوانی هم عالمی دارد (۱۳۴۹)
4. قلاب (۱۳۵۰)

1. فتانه (۱۳۵۱)
2. هلوی پوست کنده (۱۳۵۲)

مشاور کارگردان:
1. طلای سفید (۱۳۴۱)
2. دنیای پول (۱۳۴۴)

فیلمبردار:
1. آلیش دختر کولی (۱۳۴۳)
2. مستند خانه خدا (۱۳۴۵)
3. تهران می‌رقصد (۱۳۴۸)